# Елмер Кардоса
Елмер Вільям Амадо Кардоса Еррера (ісп. Elmer William Amado Cardoza Herrera, нар. 29 липня 2002, Хоябах) — гватемальський футболіст, який грає на позиції нападника в клубі «Шелаху» та національній збірній Гватемали.

## Клубна кар'єра
Елмер Кардоса народився в місті Хоябах, та розпочав займатися футболом у школі клубу «Шелаху». У 2019 році Кардоса розпочав грати в основній команді клубу «Шелаху», в якій швидко став гравцем основного складу, та в 2023 році став у складі команди чемпіоном Гватемали. У 2024 році футболіст протягом 5 місяців грав у оренді в грецькому клубі «Панаргіакос», після чого знову повернувся до складу «Шелаху».

## Виступи за збірну
У 2019 році Елмер Кардоса провів 3 матчі у складі юнацької збірної Гватемали. З 2022 року Кардоса грає у складі національної збірної Гватемали, а в 2023 році залучався до молодіжної збірної Гватемали. У складі збірної футболіст брав участь у Золотому кубку КОНКАКАФ 2025 року.

## Титули і досягнення
- Чемпіон Гватемали (1): 2023 Клаусура